# 魔界世紀ハリウッド
『魔界世紀ハリウッド』（原題：Witch Hunt）は、1994年に製作されたアメリカ合衆国のハードボイルドSFホラー映画。このテレビ映画の制作はホーム・ボックス・オフィスが行った。『SFXハードボイルド/ラブクラフト』（1991年）の続編であり、誰もが魔法を使うことが出来る1950年代のアメリカを舞台に、魔法を使わない私立探偵ラブクラフトがハリウッドで起こった殺人事件を追う。

## あらすじ
魔法と科学技術が混在し、赤狩りの嵐が吹き荒れる1950年代のアメリカで私立探偵ラブクラフトは女優キム・ハドソンから素行調査の依頼を引き受けた。だが、その調査対象者が謎の死をとげ、その背後には陰謀があった。

## キャスト
- H・P・ラブクラフト - デニス・ホッパー ：私立探偵。
- キム・ハドソン - ペネロープ・アン・ミラー
- フィン・マチャ - ジュリアン・サンズ
- ラーソン・クロケット上院議員 - エリック・ボゴシアン
- ヒポリト・クロポトキン - シェリル・リー・ラルフ
- トルーディ - ヴァレリー・マハフェイ
- N・J・ゴッドリーブ - アラン・ローゼンバーグ
- ヴィヴィアン・ダート - リプシンカ
- モリス・ブラッドベリー警部 - クリストファー・ジョン・フィールズ
- タイロン - クリフトン・ゴンザレス・ゴンザレス
- ネイリスト - デビ・メイザー

## スタッフ
- 監督：ポール・シュレイダー
- 製作：ミハエル・R・ジョイス、ゲイル・アン・ハード
- 脚本：ジョセフ・ドハーティ
- 撮影：ジャン=イヴ・エスコフィエ
- 音楽：アンジェロ・バダラメンティ